# Nassarius caboverdensis
Nassarius caboverdensis là một loài ốc biển, là động vật thân mềm chân bụng sống ở biển thuộc họ Nassariidae.